# Lehn (Hochkirch)

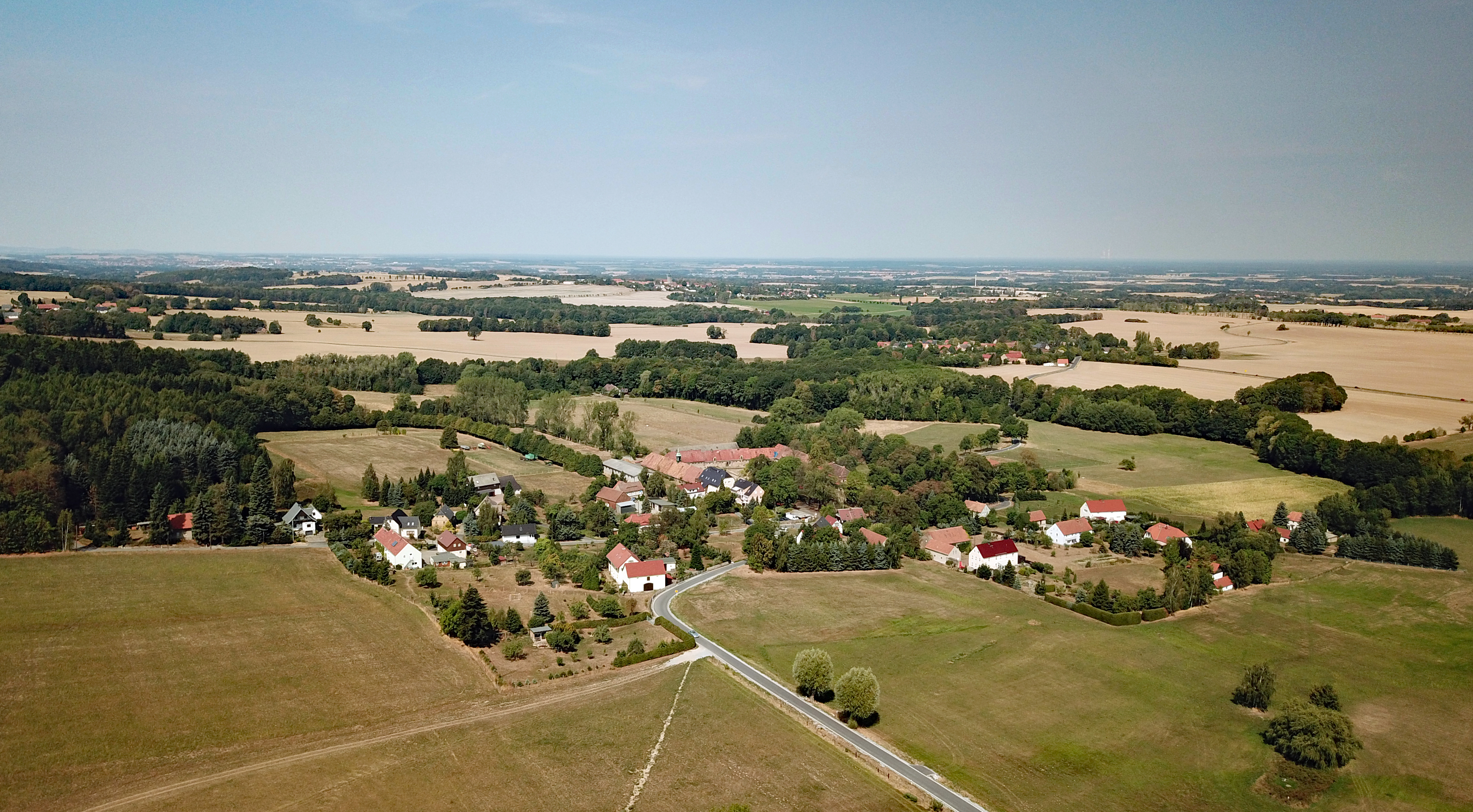
Luftbild

Lehn, sorbisch Lejnoⓘ, ist ein Dorf im Osten des sächsischen Landkreises Bautzen, das zur Gemeinde Hochkirch gehört. Es zählt zum offiziellen sorbischen Siedlungsgebiet in der Oberlausitz.

## Geografie

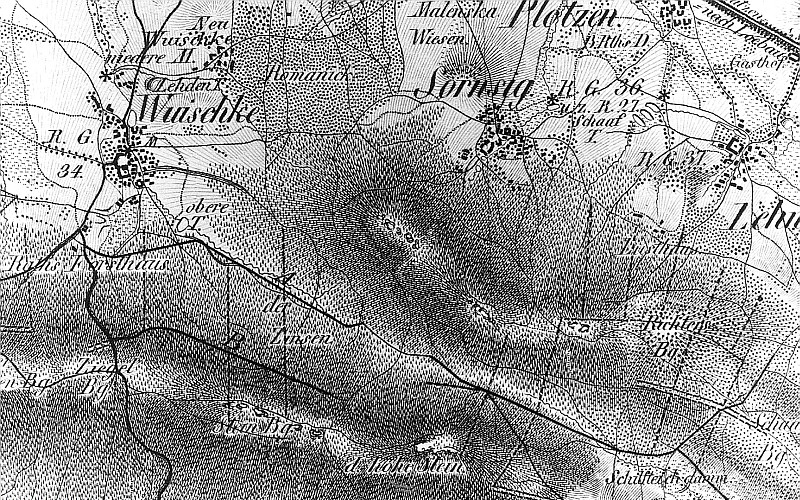
Topographische Karte von 1821/1822

Nach der Siedlungsanlage ist Lehn eine Gutssiedlung. Zu Lehn gehören die Berghäuser.

## Geschichte

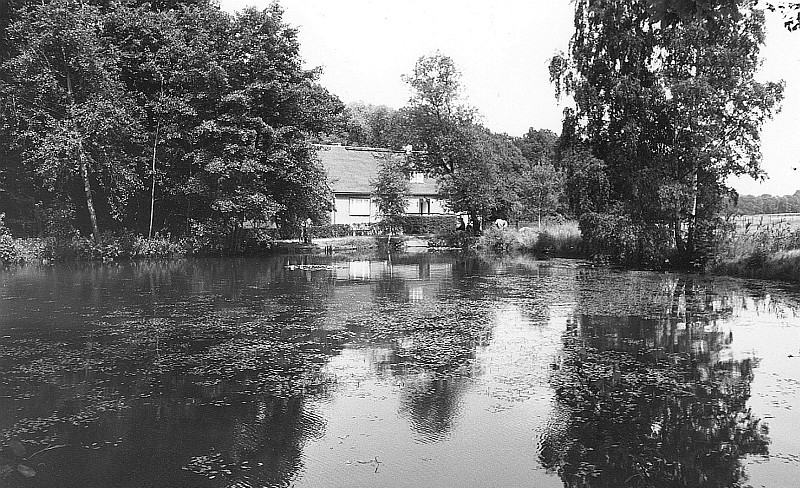
Mühlteich (1989)

1419 wird der Ort als Leyn prope Lobaw bezeichnet, später folgen dann Lehen (1438) oder Lehngut zum Lehn (1560), schließlich 1657 Lehn.
Zu überregionaler Bekanntheit kam der Ort durch das Gestüt Lehn, auf dem Pferdezucht betrieben wurde. Viele erfolgreiche Sportpferde aus der DDR kamen aus dieser Zucht. 2010 wurde das Gestüt an einen neuen Investor verkauft.

## Bevölkerung
Für seine Statistik über die sorbische Bevölkerung in der Oberlausitz ermittelte Arnošt Muka in den achtziger Jahren des 19. Jahrhunderts eine Bevölkerungszahl von 139 Einwohnern; davon waren 108 Sorben (76 %) und 31 Deutsche. Damit verfügte das damals am südlichen Rand des sorbischen Mehrheitsgebietes gelegene Lehn über eine relativ große deutschsprachige Minderheit. Ernst Tschernik gab den Anteil der Sorben 1956 mit nur noch 24 Prozent an. Heute ist das Sorbische aus dem Alltag weitgehend verschwunden.
Bis in die 1930er Jahre sind für Lehn abnehmende Bevölkerungszahlen verzeichnet, von 206 im Jahr 1834 bis 126 im Jahr 1939. Durch die Aufnahme von Flüchtlingen und Vertriebenen nach dem Zweiten Weltkrieg stieg die Zahl 1946 kurzzeitig wieder auf 191 an. 1957 wurde Lehn nach Plotzen eingemeindet und danach gemeinsam mit diesem gezählt. Seit der Eingemeindung nach Hochkirch 1993 wird Lehn wieder gesondert gezählt; die Einwohnerzahl beträgt seit dem leicht schwankend um die 110.
Der größte Teil der gläubigen Bevölkerung ist evangelisch-lutherisch. Der Ort ist nach Hochkirch gepfarrt.